# ¿Qué es Dios?
«¿Qué es Dios?» es un sencillo de Las Pastillas del Abuelo perteneciente al álbum de estudio Crisis publicado en el año 2008. Fue escrita por Alberto Sueiro e interpretada por Piti Fernández.

## Historia de la composición
La letra de la canción fue compuesta por Alberto Sueiro en el año 1988, posterior al Copa Mundial de Fútbol de 1986. En 2003, Sueiro, quien en ese entonces trabajaba de taxista, y se encontró como pasajero a Piti Fernández, quien recién estaba comenzando con su banda LPDA. Allí Sueiro, en pleno viaje, dialogando con el cantante le comentó que el escribía canciones, y le recitó una escrita implícitamente a Diego Armando Maradona, cuando Fernández escuchó la letra de la composición estuvo un tiempo largo interpretándola, la letra era una disyuntiva entre la religión y el fútbol que desembocaba en la vida de Maradona. Fernández le pidió el número de teléfono a Sueiro para poder interpretar la composición con su banda, sin embargo, este lo perdió y estuvo más de tres años sin poder encontrar al taxista, hasta que, en 2008, un asistente de la banda se subió al taxi de Sueiro y logró hacer el contacto con Fernández para publicar la canción.

## Lanzamiento y recepción
La canción fue publicada el 29 de agosto de 2008, formando parte del álbum Crisis y siendo el track número 10. En 2022, Fernández, en el programa de Vorterix Paren la mano dio a escuchar un audio de Diego Maradona halagando la canción y composición del sencillo. A 2024, la canción tiene más de 50 millones de reproducciones en Spotify y 20 millones de visualizaciones en YouTube.